# Jordan Simmons
Jordan Simmons (Inglewood, 15 luglio 1994) è un giocatore di football americano statunitense che milita nel ruolo di offensive guard per i Seattle Seahawks della National Football League (NFL).

## Carriera

### Oakland Raiders
Dopo non essere stato scelto nel Draft NFL 2017, Simmons firmò con gli Oakland Raiders. Passò la stagione 2017 nella squadra di allenamento e fu svincolato il 1º settembre 2018 alla fine del training camp.

### Seattle Seahawks
Simmons fu svincolato dai Seattle Seahawks il 2 settembre 2018. Debuttò nella NFL il 30 settembre 2018 contro gli Arizona Cardinals.L'11 dicembre 2018 disputò la prima gara come guardia destra titolare contro i Los Angeles Rams al posto dell'infortunato D.J. Fluker. Il 18 dicembre 2018 fu inserito in lista infortunati per un problema a un ginocchio. Complessivamente disputò 6 partite, di cui 3 come titolare.
Il 31 agosto 2019, Simmons fu inserito in lista infortunati. L'8 aprile 2020 rifirmò con i Seahawks.